# Groß Boden
Groß Boden ist eine Gemeinde im Kreis Herzogtum Lauenburg in Schleswig-Holstein südwestlich von Lübeck. Die Gemeinde hat keine weiteren Ortsteile.

## Geschichte
Ein Ort an der Stelle des heutigen Groß Boden wurde erstmals urkundlich im Jahr 1310 als Riekenhagen erwähnt. Unter der Bezeichnung Boden entstand er auf dem Gebiet des wüst gefallenen Ortes und Kirchspiels Schönenborn neu. Der Name erscheint 1649 nach dem ersten Bauernvogt „Boden Tim“ (Tim Bubert). Boden gehörte zum alten landesherrlichen Amt Steinhorst. 1672 kam Klein Boden zum landesherrlichen Amt Rethwisch, während Groß Boden bei Steinhorst (heute Kreis Herzogtum Lauenburg) verblieb, so dass fortan zwei Orte bestanden. Am 4. Dezember 1813 fand dort das Gefecht bei Boden zwischen Franzosen und Dänen einerseits sowie der Allianz andererseits statt. Auch im Deutsch-Dänischen Krieg von 1864 fanden hier Gefechte statt.

## Politik

### Gemeindevertretung
Bei der Kommunalwahl am 14. Mai 2023 wurden insgesamt neun Sitze vergeben. Von diesen erhielt die Aktionsgemeinschaft Aktiver Bürger Groß Bodens fünf Sitze und die Wählervereinigung Groß Boden vier Sitze.

### Wappen
Blasonierung: „Von Gold und Grün, leicht versetzt zum rechten Schräghaupt, schräglinks geteilt. Rechts entlang der Schildspaltung ein schwebender mit fünf Kleeblättern besetzter grüner Schrägbalken, darüber ein roter Säbel, links unter einem silbernen Ständerwerkhaus ein silbernes Mühlrad, unten überdeckt von einem silbernen Wellenbalken.“

## Verkehr
Durch die Gemeinde Groß Boden verläuft die Landstraße 87 von Rethwisch kommend in Richtung Labenz. Des Weiteren beginnt in Groß Boden die Kreisstraße 58. In Groß Boden gibt es zwei Bushaltestellen, die montags bis samstags angefahren werden. Die Bundesautobahn 1 ist von Groß Boden nur rund fünf Fahrminuten entfernt.